# Trypethelium ochroleucum
Trypethelium ochroleucum är en lavart som först beskrevs av Franz Gerhard Eschweiler och fick sitt nu gällande namn av William Nylander. 
Trypethelium ochroleucum ingår i släktet Trypethelium och familjen Trypetheliaceae.   Inga underarter finns listade i Catalogue of Life.